# Boy George
George Alan O’Dowd (Londres, 14 de junho de 1961), conhecido pelo nome artístico de Boy George, é um cantor e compositor britânico. Foi um dos cantores mais famosos e excêntricos da década de 1980. À frente do grupo Culture Club, grupo do movimento new wave fundado em 1984, Boy George se tornou um fenômeno cultural em todo o mundo, principalmente entre os jovens da década de 1980, vendendo mais de 150 milhões de discos. Entre as canções de maior sucesso, destacam-se "Karma Chameleon", "Do You Really Want to Hurt Me", "Time (Clock Of The Heart)", "Church Of The Poison Mind", entre outras. Envolvido em escândalos e drogas, o Culture Club se desfez por alguns anos em 1987, quando Boy George iniciou sua carreira solo, logo antes de retornar ao grupo, que continua suas atividades até os dias atuais.
George é conhecido por sua voz soulful e aparência andrógina. Ele fez parte do movimento New Romantic inglês, que surgiu no final da década de 1970 até o início da década de 1980.
Sua música é frequentemente classificada como a blue-eyed soul, que é influenciada pelo R&B e reggae. Foi vocalista de Jesus Loves You durante o período 1989-1992. Seu trabalho solo entre as décadas 1990 e 2000 tem influências glam, como David Bowie e Iggy Pop. Mais recentemente, ele lançou poucos trabalhos musicais, dividindo seu tempo entre composição, disc jockey, escrever livros, desenhar roupas e fotografia. Em 2002, foi classificado em 46.º lugar na lista dos 100 Maiores Britânicos promovida pela BBC. Em 2015, recebeu um Ivor Novello Award por Contribuição Excepcional à Música Britânica.

## Biografia
Fã de David Bowie e do vocalista Marc Bolan do T. Rex, Boy George circulava pelos clubes de Londres no final da década de 1970 com um visual polêmico inspirado em Marc. Trabalhando como DJ, conheceu em 1981 Malcolm McLaren, que o convidou a integrar o grupo Bow Wow Wow, de onde saiu pouco tempo depois.
Em 1982 formou com o baixista Michael Craig o grupo In Praise of Lemmings, que mudou o nome para Sex Gang Children. Acusados de pedofilia pelo novo nome que adotaram, acabaram mudando o nome da banda para Culture Club, onde entraram o baterista Jon Moss e o guitarrista Roy Hay. Assinando com a gravadora Virgin, lançaram o primeiro single, "White Boy", seguido por "I'm Afraid of Me" mas o  sucesso veio realmente com "Do You Really Want To Hurt Me". O primeiro álbum, Kissing to Be Clever logo tornou-se sucesso.
O Culture Club foi um dos integrantes do movimento New Romantic ao lado de Duran Duran e Visage. No entanto os conflitos entre os integrantes do grupo, e os problemas de Boy George com drogas levaram à separação do grupo. Em 1986, Boy George foi preso por porte de drogas, e o tecladista Michael Rudetski foi encontrado morto, por overdose de heroína na casa de Boy George.
Boy George foi internado em uma clínica para tratar sua dependência, e retornou ao mercado em 1987, iniciando sua carreira solo com o álbum Sold que fez sucesso somente na Inglaterra, embora este álbum tenha um single que atingiu razoáveis posições nas paradas de sucesso mundial, o cover de Everything I Own a canção obteve sucesso na europa e Brasil em 1987, fez parte da trilha sonora da novela Brega e  Chique.
Em 1988, foi lançado o álbum Tense Nervous Headache e, em 1989, Boyfriend. Este último acabou sendo lançado somente na Europa e, assim como o álbum do ano anterior, não obteve muito sucesso.
Em 1990, Boy George lançou o álbum The Martyr Mantras, sob o pseudônimo de Jesus Loves You. O álbum é um trabalho totalmente diferente dos três álbuns anteriores.
Boy criou o selo More Protein para lançar seus próprios discos e, retornou às paradas musicais, com a canção "The Crying Game", produzido pelo Pet Shop Boys, música integrante da trilha sonora do filme Traídos Pelo Desejo, do diretor irlandês Neil Jordan. Foi o primeiro sucesso de Boy George nos Estados Unidos após o início da sua carreira solo.
Em 1995, Boy George  se apresentou pela primeira vez no Brasil, fazendo show em São Paulo, Santos e no Rio de Janeiro, divulgando seu disco Cheapness and Beauty.

### Carreira como DJ
Boy George obteve grande sucesso como DJ, área na qual trabalhou antes do sucesso com o Culture Club e com a qual voltou a trabalhar alguns anos após o término da banda. A vertente com a qual ele trabalha é a House Music, mais especificamente o Hard House, com alguns remixes de músicas dos anos 1980.
A Ministry Of Sound lançou alguns anuários a partir de 1995, entre outros CDs, com remixagens feitas por ele.
Já atuou sob o pseudônimo de Jesus Loves You no início da década de 1990 e mais recentemente, sob o pseudônimo The Twin, onde adotou um visual mais arrojado, baseado nos modelos produzidos pelo designer australiano Leigh Bowery.

### Outras ocupações
Em 1995, o cantor lançou seu primeiro livro, a autobiografia "Take it Like A Man", que se tornou um best seller na Inglaterra e nos Estados Unidos. Em 2005, foi lançada sua segunda autobiografia, intitulada "Straight". Neste livro ele relata fatos e histórias ocorridas nos bastidores do Culture Club e até mesmo em sua vida pessoal, como o episódio em que se envolveu com garotos menores de idade em um motel na Califórnia.
Em 2001, lançou o livro chamado "Karma Cook", onde ensina receitas macrobióticas, dieta que passou a seguir após abandonar a dependência das drogas.
Em 2002, passou a atuar como ator no musical "Taboo", peça teatral que retrata a época do New Romantic, fala sobre o estilista australiano Leigh Bowery e, sobre a carreira de Boy George nesta época. A peça conta com trilha sonora composta pelo próprio Boy George, além de reunir algumas canções do Culture Club e da carreira solo do cantor. No musical, ele interpreta Leigh Bowery.
Boy George participou da gravação do Band Aid no compacto Do They Know It's Christmas? para o natal de 1984 em prol da fome na África.
Atualmente, Boy George também mantém uma grife, intitulada B-Rude, com loja própria na cidade de Londres.

### Fatos recentes
Em agosto de 2006, Boy George foi condenado por ligar para a polícia e simular um assalto em seu apartamento em Nova York. A polícia encontrou uma quantidade de cocaína e lhe aplicou como pena a limpeza das ruas durante uma semana.
Em 9 de setembro de 2008, Boy George voltou a fazer show no Brasil, em São Paulo, no qual cantou sucessos do passado como "Do You Really Want To Hurt Me?", "Miss Me Blind" e "Karma Chameleon".
Em 16 de Janeiro de 2009, foi sentenciado a 15 meses de cadeia no Tribunal de Snaresbrook em Londres, por manter o acompanhante norueguês, Audun Carlsen, sequestrado na sua casa tendo este sido algemado e espancado, sendo solto após 4 meses de cárcere devido ao bom comportamento.
Em 2014 reuniu-se com Hay, Moss e Craig para uma turnê para marcar o retorno do Culture Club. Só a partir da segunda metade deste ano, a turnê está acontecendo, atrasada por causa de um pólipo na garganta de George. Agora seu timbre está mais limpo e parece conter uma extensão maior, ao menos em relação aos agudos, porém, com o timbre mais escuro e profundo que usa desde 2010. Já não usa mais nasal e palato tão duro e sua voz mudou. 
Desde 2018, George é um dos jurados do The Voice (Austrália).

## Discografia

### Como cantor solo
Álbuns
- Sold (1987)
- Tense Nervous Headache (1988)
- Boyfriend (1989)
- High Hat (1989)
- The Martyr Mantras (1990) (sob o pseudônimo Jesus Loves You)
- Spin Dazzle (1992)
- At Worst: The Best of Boy George and Culture Club (1993)
- Devil in Sister (1994)
- Cheapness and Beauty (1995)
- Unrecoupable One Man Bandit (1998)
- Everything I Own (1999)
- U Can Never B 2 Straight (2002)
- Yum Yum (2004) (sob o pseudônimo The Twin)
- Ordinary Alien - The Kinky Roland Files (2010)
- This is What I do (2013)

Singles
- Everything I Own (1987)
- Keep Me In Mind (1987)
- Sold (1987)
- To Be Reborn (1987
- Live My Life (1987)
- No Clause 28 (1988)
- Don't Cry (1988)
- Don't Take My Mind on a Trip (1989)
- Whether They Like It Or Not (1989)¤
- You Found Another Guy (1989)
- Whisper (1989)¤
- You Are My Heroin (1989)
- Something Strange Called Love(1989)
- After The Love(*) (1989)
- Generations Of Love(*) (1990)
- One On One(*) (1990)
- Bow Down Mister(*) (1991)
- Generations Of Love 91(*) (1991)
- After The Love 91(*) (1991)
- The Crying Game (1992)
- Sweet Toxic Love (*) (1992)
- Everything I Own 1993 (1993)
- More Than Likely (com P.M. Dawn) (1993)
- Human Beings (Gaurangi feat. Boy George) (1994)
- Funtime (1995)
- Il Adore (1995)
- Same Thing in Reverse (1995)
- Love is Leaving (1996) ¤
- When Will You learn (1997) ¤
- Police And Thieves(**) (1997) ¤
- Generations Of Love 98(*) (1998) ¤
- Why Go? (with Faithless) (1999) ¤
- Innocence Is Lost (with Groove Armada) (1999)
- Swallow Me (as the Real Feminem) (2002)
- Out of Fashion (with Hi-Gate)(2002)
- Run (with Sash!) (2002) ¤
- Autoerotic (with Dark Globe) (2002)
- Psychology Of The Dreamer (with Eddie Lock)
- Here Come The Girls (The Twin) (2003)
- Electro Hetero (The Twin) (2003)
- Sanitised (The Twin) (2003)
- Human Racing (The Twin) (2004)
- Love Your Brother(*) (2005)
- You Are My Sister (with Antony and the Johnsons)
- You're Not The One (with Loverush UK)(2006)
- Time Machine (with Amanda Ghost) (2007)
- You're Not The One (with Loverush UK) (2007)
- Atoms (with Dark Globe)
- King of Everything (2013)
- My God (2014)

(*) under the pseudonym : Jesus Loves You (**) as Dubversive featuring Boy George ¤ not released in UK

### Como DJ
- Galaxy Mix (1999)
- Essential Mix (2001)
- A Night Out With Boy George (2002)
- In and Out With Boy George: A DJ Mix (2002)
- BoyGeorgeDJ.Com (2003)

### Outros
- The Priceless (filme)|(1980) Série MTV
- Jackass (série)(2002) Série MTV
- The a-Team (Esquadrão Classe A) década de 80, participando no 16° episódio da 4° temporada da série.